# Sorgenti del fiume Peschiera
Le sorgenti del fiume Peschiera sono delle sorgenti formate dal fiume Peschiera, affluente del fiume Velino, situate in provincia di Rieti, nella Piana di San Vittorino, pochi chilometri ad est del comune di Cittaducale e ad ovest del comune di Castel Sant'Angelo.

## Descrizione
Si tratta di sorgenti valchiusane, con una portata media eccezionale dell'ordine di 17-18 m³/s (17 000 - 18 000 litri/s). Sono le seconde in Italia e le maggiori di tutto l'Appennino, alla pari per portata con le sorgenti del fiume Gari.
Sgorgano alle pendici di un vasto massiccio calcareo, il Monte Nuria, interessato da numerosi sistemi di fratture e da un carsismo accentuato. Per la sua straordinaria abbondanza d'acqua tale sorgente ha destato grande interesse nei tecnici che concepirono l'Acquedotto del Peschiera-Capore già nel lontano 1908.
Lo sfruttamento delle sue acque però aveva già precedenti; convogliate nel fiume Nera attraverso il Velino, le risorse idriche erano oggetto di alcune concessioni per la produzione di energia elettrica da fonte idroelettrica. Per arrivare a poter utilizzare la portata finale addotta da tali sorgenti attraverso l'acquedotto del Peschiera-Capore perciò la città di Roma dovette risolvere questo contenzioso con le concessioni precedenti. Dal 1937 queste sorgenti alimentano il sistema acquedottistico Peschiera-Capore. Attualmente la portata prelevata da tale acquedotto è pari a circa 9,5 m³/s.

## Accessibilità

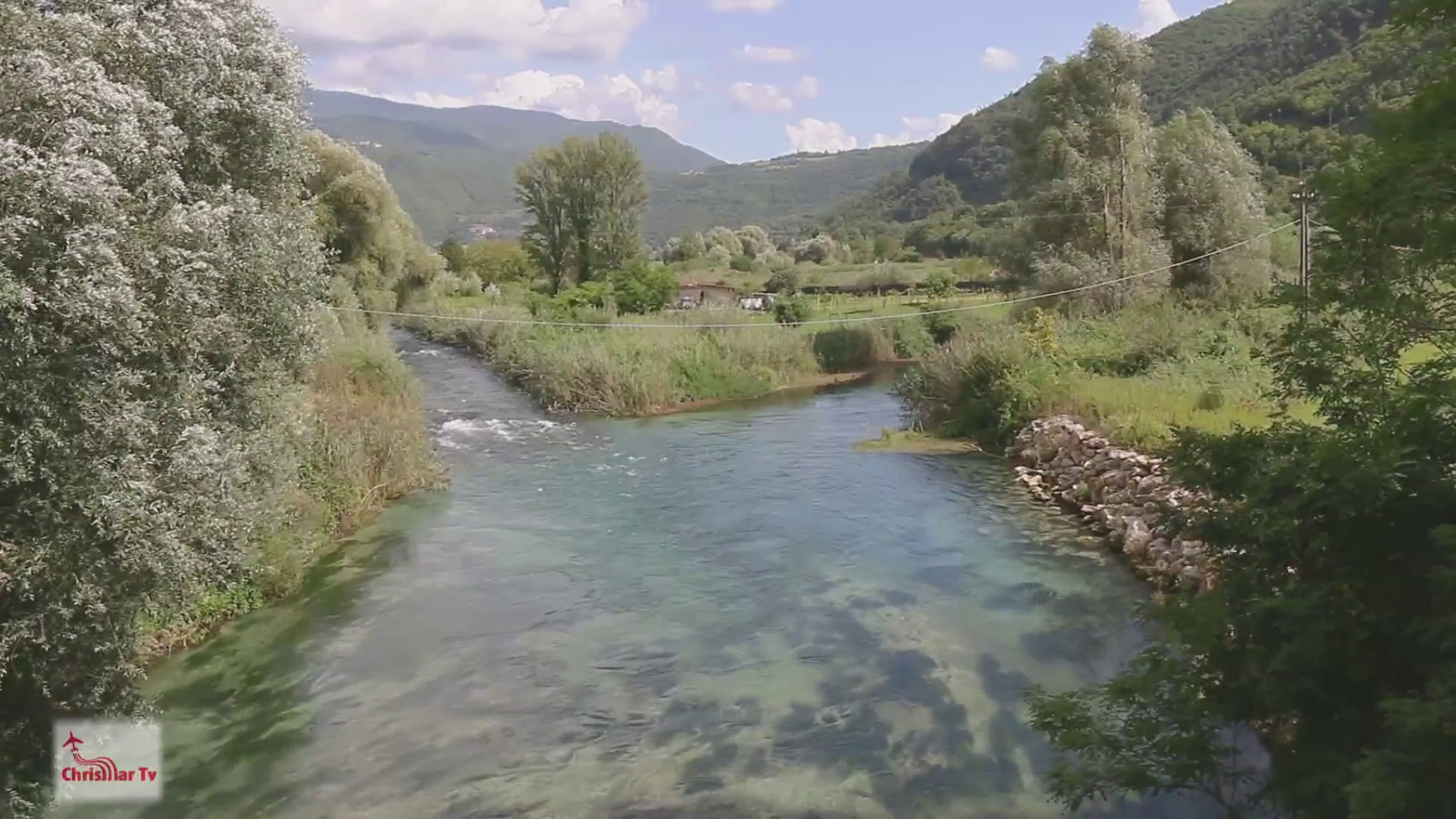
La confluenza del Peschiera (a destra) nel fiume Velino (a sinistra)

Le sorgenti sono facilmente raggiungibili percorrendo la strada statale 4 Via Salaria fino all'abitato di Vasche (frazione di Castel Sant'Angelo), dove - al km 90,4 della statale - si svolta imboccando via Roma, che più avanti cambia nome in via case sparse e conduce fino alle sorgenti.
Inoltre a circa ottocento metri si trova la fermata di Sorgenti del Peschiera, una fermata ferroviaria della ferrovia Terni-Rieti-L'Aquila-Sulmona.